# Вертикальный мир (роман)
«Вертика́льный мир» (англ. The World Inside, дословно — Мир внутри) — фантастический роман Роберта Силверберга 1971 года, эротическая антиутопия, иногда рассматривается в контексте поджанра демографической антиутопии. Книга составлена из опубликованных в 1970 и 1971 годах рассказов и повестей, из которых наиболее известна новелла «Счастливый день в 2381 году», которой открывается роман. В 1972 году «Вертикальный мир» номинировался на премию «Хьюго», но был отозван самим автором. Роман многократно издавался на английском языке, переведён на несколько европейских языков, в том числе и на русский.
Новеллы, составляющие роман, образуют неразрывное единство. Нелинейное повествование показывает разные стороны жизни земного общества XXIV века, в котором решены основные политические и социальные проблемы, а вся энергия человечества используется для непрерывного размножения в искусственной среде агломераций — так называемых Городских монад, которыми занято примерно 10 % поверхности Земли. Роман получил смешанную реакцию критиков; в обзорах XXI века чаще рассматривается как достойный представитель антиутопического жанра, являясь обычным для Р. Силверберга экспериментальным текстом.

## Содержание
Роман состоит из семи новелл, связанных друг с другом хронотопом и общими персонажами. В переводе на русский язык вторая глава, соответствующая рассказу «In the Beginning», отсутствует, а остальные идут в следующем порядке: «Счастливый день в 2381 году» («A Happy Day in 2381»), «Атависты» («The Throwbacks»), «Мир снаружи» («The World Outside»), «Всё выше и выше. Всё ниже и ниже» («All the Way Up, All the Way Down») и «Мы хорошо организованы» («We Are Well Organized»). Жерар Клейн приводил сведения, что изначально роман состоял из восьми новелл, но при публикации в журнале Galaxy они выходили в порядке: 4, 6, 5, 7 и 3; пятая и седьмая новеллы были объединены автором, а шестая разделена на две части.
Время действия — 2381 год, место действия — Городская монада № 116 (англ. Urban Monad 116, Urbmon 116, в русском переводе «гонада») — 1000-этажный небоскрёб в 3 мили высотой, содержащий в себе 25 «городов», с общим населением 800 тысяч человек. Гонада входит в состав «констелляции» Чипитс (Чикаго — Питтсбург), одной из многих на планете. Основной смысл жизни её обитателей — непрекращающееся размножение, которое является разновидностью религиозной веры. Общее население Земли достигло 75 миллиардов, и планируется его дальнейшее увеличение на три миллиарда человек в год. Вся прежняя инфраструктура Земли ликвидирована, 10 % поверхности занята городскими агломерациями, прочее пространство используется фермерами для производства продовольствия.
Войны, голод и насилие на Земле упразднены, ограничение рождаемости и любые запреты на сексуальную жизнь считаются преступлением и даже грехом; при этом религиозным долгом гражданина является обязательный брак и рождение как можно большего числа детей. Всё необходимое для жизни производится внутри «гонады», жители отдельного здания не общаются с жителями других агломераций, но по мере заполнения жилых помещений, строятся новые здания, куда отселяются излишки населения. Исключение из этого — администраторы, которые изредка посещают другие агломерации воздушным путём. Продовольствием горожан обеспечивают фермеры, которые получают от горожан необходимую технику, у фермеров рождаемость ограничена, а браки не поощряются. Фермеры и горожане не общаются между собой и даже говорят на разных языках. Главный способ общения между горожанами — секс, при этом мужчины обязаны участвовать в «блуде» (англ. night walking); величайшим преступлением является отказ в близости. Квартира для блуда выбирается случайным образом, все принадлежат всем, однако связи между разными городами-этажами считаются бестактными. Один из героев романа — историк Джейсон Кеведо, приходит к выводу, что этот обычай родился из синтеза обычаев свободной любви, практикуемой в XX веке, и пуританских законов о запрете контрацепции. Большинство людей вступают в брак в 12 лет, и рождают первых детей в 14. Город-здание обеспечивает их всем необходимым, социальный статус зависит от рода занятий, и выражается в площади жилого помещения и высоты этажа, на котором располагается «город».
Несмотря на огромные усилия власти по поддержанию стабильного общества, некоторые обитатели «гонады» испытывают симптомы психического расстройства, это участь всех основных героев книги. «Социальная инженерия» позволяет скорректировать личности большинства поражённых, но неизлечимые подвергаются ликвидации. Инженер Майкл Статлер более всего стремится бродить по полям за стенами, и на собственном опыте удостоверяется, что не может там выжить, после чего отправлен в утилизатор собственными согражданами. Историк Джейсон Кеведо изучает двадцатый век, понимая, что он является атавизмом (испытывая ревность к жене — сестре Майкла), но при этом находит силы симулировать нормальность. Диллон Кримс — солист «космического ансамбля», топит недовольство существующими порядками в галлюциногенах. Сигмунд Клавер уже в 15-летнем возрасте страдает от неуёмного честолюбия, что, предположительно, является симптомом индивидуализма и оторванности от общества, с которым он порывает в буквальном смысле — выбросившись из окна. Аурея Холстон, неспособная к деторождению, не желает покидать своих друзей, когда её отселяют во вновь построенную гонаду № 158, и также становится жертвой «моральной инженерии».

## Литературные особенности

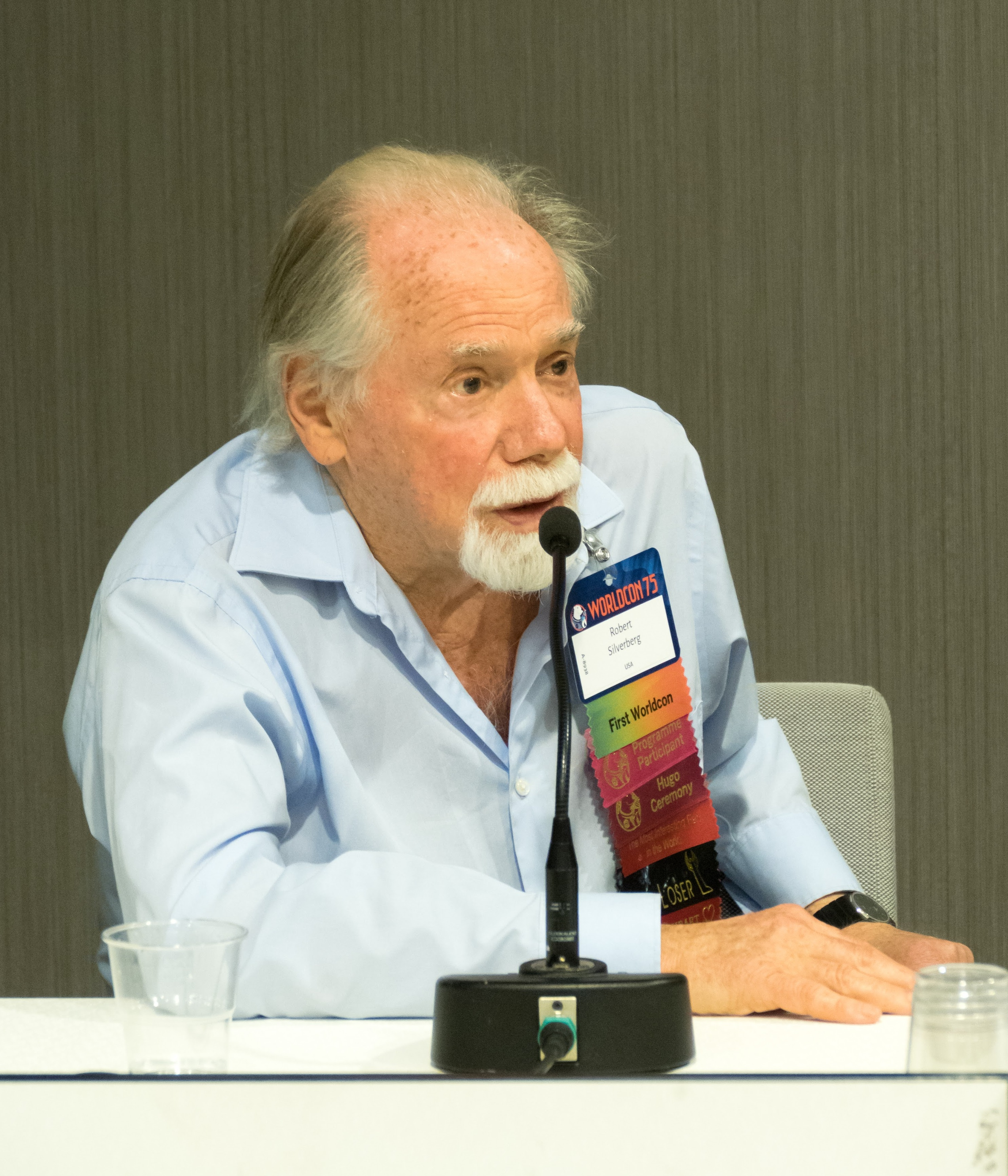
Роберт Силверберг на Ворлдконе 2017 года в Хельсинки

### Общие положения
Критик-фантастовед Томас Клэресон отмечал, что «Вертикальный мир» иллюстрирует сложный процесс создания Робертом Силвербергом своих произведений: первая новелла «Счастливый день в 2381 году» была написана ещё в 1968 году, в датировке и композиции остальных не существует никакой уверенности. С точки зрения самого автора, это один из двух его романов (по состоянию на 1983 год), которые «ближе всего к чистой научной фантастике», однако Т. Клэресон квалифицировал «Вертикальный мир» как «наиболее яркую антиутопию Силверберга». Впрочем, автор смело пошёл на эксперимент, так как отказался от стандартного для антиутопического жанра героя-одиночки, заменив его целой группой более или менее связанных между собою персонажей, представляющих «постприватное общество». В отличие от многих других представителей жанра (например, хронологически близкого романа Гарри Гаррисона «Подвиньтесь! Подвиньтесь!») «Вертикальный мир» не относится к разновидности романа-предупреждения, и, по крайней мере, внешне, лишён мрачности. Основным методом Силверберга является ирония. Сюжет «Счастливого дня…» вращается вокруг визита в гонаду гостя с Венеры, Никанора Гортмана, которому нужно разъяснить функционирование Городской монады 116. В роли чичероне оказывается Чарльз Мэттерн, убеждённый сторонник культуры городской монады, то есть автор задействовал стандартный утопический, а не антиутопический, троп, но Мэттерн непроизвольно высмеивает утопическую рациональность своего мира. По мнению Клэресона, в этом романе Силверберг отказался от своеобычных для него «исследований психики измученных героев».
Профессор университета Брэдли Эдгар Чепмен определял «Вертикальный мир» как самое мрачное произведение Силверберга, из всех, которые посвящались социальной критике. Более того, это первая серьёзная попытка писателя обратиться к антиутопии, используя классические образцы этого жанра. Базовым методом, применённым в романе, Чепмен называл «сардоническую иронию». Сама сюжетная конструкция, задаваемая «Счастливым днём…», безумна — плодовитость рассматривается как форма служения Богу, все обитатели гонад лишены приватности, но запрограммированы на веселье и счастье. Однако, по мнению Э. Чепмена, несмотря на то, что роман был создан в самые продуктивные для Силверберга годы и он достиг вершин в сюжетопостроении и технике повествования, ему не удалось создать шедевра. Главным недостатком «Вертикального мира» является отсутствие интеллектуального конфликта, отсутствие протагонистов и довольно слабый набор литературных средств, «который лишь изредка возвышается над посредственностью». Многие критики задавались вопросом, не является ли сама по себе антиутопическая ситуация заменой конфликта, героев и сюжета в «Вертикальном мире». По мнению Э. Чепмена, остриё сатиры здесь направлено не против стандартного в дистопиях обличения социальной системы, подавляющей индивидуальную свободу и право на частную жизнь, а против природы человека, точнее, его глупости, которое позволило создать правительство, доведшее население планеты до таких масштабов. В итоге, «Вертикальный мир» не создаёт даже доли того впечатления, которое читатели находят в классических произведениях Хаксли и Оруэлла. Кульминационные моменты в «О дивном новом мире» и «1984» наступают, когда умный бунтарь становится визави с не менее умной персонификацией системы: Дикарь дискутирует с Мустафой Мондом, а Уинстон Смит оказывается в квартире О’Брайена, и для протагониста (и читателя) это сродни откровению. В романе Силверберга есть несколько потенциальных диссидентов, но они не оказываются в противостоянии с обществом. На бунт решился только Майкл Статлер; в общем сниженном контексте библейской религии романа, первое, что он делает, выбравшись из гонады — купается в оросительном канале, что явно олицетворяет символическое крещение, вступление в новый мир. Однако его индивидуальный бунт бесполезен: не прижившись в среде фермеров, порождение искусственной среды быстро и безболезненно лишается жизни, возвратившись «к своим». С Майклом связан мотив инцеста, встречающийся в нескольких книгах Силверберга этого периода.
Подытоживая, Э. Чепмен заявлял, что роман Силверберга во многих важных отношениях значительно уступает антиутопической классике, ибо автор отказался от конструирования интеллектуального конфликта. Чистая сатира повисла в воздухе, несмотря на то, что изначально антиутопические романы создаются как сатиры на популярные в своё время концепции и социальные тенденции. В современном литературоведении считается общепризнанным, что Хаксли нападал на бихевиоризм, фрейдизм и сциентизм; Оруэллу также очень не нравилась слежка правительства за своими подданными и бесконечная идеологизированная ложь в средствах массовой информации. Однако в романе Силверберга тщетно было бы искать значимые идеи шестидесятых и семидесятых годов; в качестве их заменителя выступают конформизм и соединение религии и сексуальной свободы, что вызвало нападки критиков и читателей. Роман так и остался эпигонством даже по отношению к «Любящим» Фармера или «451 градусу по Фаренгейту» Брэдбери («имея несчастье быть скучнее, чем любой из них»).

### Метадистопия
Исследователь Фрэнк Диц в 1992 году предложил гипотезу, что в «Вертикальном мире» Р. Силверберг не просто подражал классикам антиутопической литературы, но и предпринял определённую деконструкцию сложившихся жанровых условностей, дабы продемонстрировать их упрощённость. В этом контексте роман можно рассматривать как произведение большей сложности, чем стереотипный антиутопический НФ-роман. Ключом к такому пониманию выступает ирония, с которой задействуются элементы традиционных дистопий. В «Вертикальном мире» представлены описания вертикально ориентированного сверхстратифицированного общества, фигура бунтаря-одиночки и попытка бегства из технотронной искусственной среды в аграрную пастораль. Представлен даже стереотип, имеющийся у Айн Рэнд и Оруэлла, что бунтарями свойственно быть только мужчинам, а удел женщин в Дистопии — разочарование и крах надежд. Присутствует даже клишированный образ творца-художника в материалистическом мире. Тем не менее, хотя Силверберг не пытался создать двусмысленной утопии/антиутопии (как «Обделённые» Ле Гуин), он отверг и написание «чёрной утопии». Бунтари городских монад не могут преуспеть в освобождении своего общества, да и не ставят перед собой такой задачи, и потому не подвергаются по-настоящему трагическому испытанию во имя свободы или справедливости. Более того, у них даже нет идеологии, во имя которой можно пойти на жертвы. Если искать аналогии роману Силверберга, ближе всего будет «Обезьяна и сущность» Хаксли. Силверберг полностью лишён ностальгии по «старым добрым временам», более того, представил очевидную пародию на аркадийскую пасторальную утопию, разоблачив очередной социальный миф. Иными словами, «Вертикальный мир» отвергает все мыслимые утопические и антиутопические системы, деконструируя самого себя. Оборотной стороной является полное отсутствие оптимизма, присущего даже самым трагическим антиутопическим текстам, зато роман в значительной степени избавлен от откровенной дидактики, равно свойственной позитивным и негативным утопиям. Гэри Морсон вообще предложил рассматривать антиутопии как пародийный жанр, и с этой позиции Ф. Диц рассматривал «Вертикальный мир» как «метапародию» — сразу на утопические и дистопические сущности.
Ни одному из героев Силверберга не удаётся противостоять коллективному разуму города, поэтому роман лишён базового конфликта, на котором строится антиутопия как таковая. Силы стабильности и энтропии доминируют в технократии, любой бунт индивидуума заранее обречён и не опасен. В отличие от «Дивного нового мира» Хаксли «Вертикальный мир» лишён advocatus diaboli, хотя романтические представления Майкла Статлера о мире вне гонады напоминают рапсодии Дикаря из романа Хаксли. В финальной новелле репрессивная социальная система предстаёт полностью обезличенной, и любая попытка восстания даже не приводит к появлению противника-человека — олицетворения системы. С этой ситуацией столкнулся преждевременно созревший — во всех смыслах — Сигмунт Клэвер, который презирает собственное начальство, но также не находит объекта, на который можно направить кипучую энергию. Нет злодеев, которые правят Городскими монадами, ибо система вообще не контролируется человеком, а сама по себе гонада становится для её обитателей вселенной. Соответственно, Сигмунту остаётся только покончить с собой — «воспарить к Богу в великолепном прыжке». Эдгар Чепмен не разделял концепции Ф. Дица, ибо, с его точки зрения, метадистопийность нивелирует серьёзность сатиры Силверберга. «Вертикальный мир» выражает претензии писателя на обновление жанрового инструментария антиутопической литературы: Силверберг порицает перенаселение и отказ от планирования рождаемости, готовность расстаться с личными свободами, невозможность уберечь общество от человеческой глупости.
Каталонский социолог Андреу Доминго и Вайс предложил понятие демографической антиутопии (демодистопии), которое рассматривал как обозначение реально существующего литературного поджанра (впервые его существование показал голландский демограф Антон Кёйстен, использующий термин Demografiction). Если антиутопия (первым её эталоном является «Когда Спящий проснётся» Уэллса) представляет «версию ада как возможного будущего всего человечества», то авторы демодистопий выдвигают на первый план общественные проблемы, спровоцированные демографическими изменениями. Этот поджанр появился после Второй мировой войны и базировался на трёх основных посылках: страхах перед катастрофическим сокращением населения, катастрофическим переизбытком населения и перед глобальным заговором, направляющим демографические процессы не в ту сторону. В классических антиутопиях, осуждавших тоталитарные идеологии и общественные эксперименты, демографическая тема неизменно присутствовала в контексте актуальных для первой трети XX века демографических стратегий: евгеники и пронатализма. После Второй мировой войны и оформления на Западе государства всеобщего благосостояния оформился общественный страх перед последствиями демографического взрыва, а взгляды специалистов и публицистов быстро поляризовались как «мальтузианские» и «девелопменталистские». Страхи подпитывались статистикой: в период 1950—1975 годов темпы роста мирового населения достигли своего максимума — 2 % в год, чему способствовали как развитые страны, переживавшие бэби-бум, так и развивающиеся страны, где быстро снижалась смертность. В 1968 году биолог Пол Эрлих опубликовал книгу «Демографическая бомба» (1968), в которой доказывал, что неминуемая катастрофа из-за перенаселения начнётся уже в следующем десятилетии. Книга сделалась бестселлером, заложив важный тренд в мировом общественным мнении. Одной из составляющих плана спасения Эрлиха была широкая литературная пропаганда; Эрлих написал предисловие к демографической антиутопии Гарри Гаррисона «Подвиньтесь! Подвиньтесь!», которая породила целый ряд аналогичных текстов, включая «Вертикальный мир». В антиутопии Силверберга А. Доминго выделял мотив селекционного выведения и психологической обработки «нового человека», приспособленного к ограниченному жизненному пространству и отсутствию приватности. В предлагаемой им социологической модели не существует ограничений ни на потребление, ни на размножение.
Литературовед, специалист по творчеству Ф. М. Достоевского, Роберт Рейд утверждал, что предтечей всего антиутопического жанра является «Легенда о Великом инквизиторе». Он повторял тезисы исследователей антиутопий Эрики Готлиб и Кори Абель, что в триаде ключевых дистопий — «Мы» Замятина, «О дивный новый мир» Хаксли и «1984» Оруэлла прослеживаются все характерные черты притчи Достоевского, а Мустафа Монд и О’Брайен явно «вышли из шинели Великого Инквизитора». Речь идёт о ключевой сцене, являющейся жанровым признаком антиутопии: правитель антиутопического государства или его представитель общается с мятежным подданным или инакомыслящим и объясняет ему или ей логику, лежащую в основе явно несправедливого и репрессивного режима. В контексте исследования жанрового шаблона Рейд поставил вопрос об обязательности сцены суда инквизитора и заявил, что именно в «Вертикальном мире» Силверберга не существует никакой версии этой сцены. Это может быть истолковано через концепцию Ф. Дица о сатирической природе романа. Это не отменяет многих жанровых маркеров: в первой главе-новелле имеется стереотипный «утопический диалог» между посетителем мира романа и его Вергилием, но он вписан в контекст и не похож на высокопарные монологи апологетов антиутопий, будь то оруэлловский О’Брайен или сам Великий Инквизитор. Сцены насилия и принуждения со стороны режима представлены в «Вертикальном мире» — перепрограммирование Ауреи Холстон и ликвидация Майкла Статлера, но это не более чем рудименты жанрового шаблона.

### Городская монада — коллективный герой
Исследователи Томас Данн и Ричард Элрик исходили из постулата, что «Вертикальный мир» является целостным произведением, в котором главным содержанием является ироническое восхваление коллективного героя-злодея, в роли которого выступает Городская монада. Повествование не выходит за рамки, обозначенные в самой первой из новелл — об одном счастливом дне. Остальные сюжеты (в духе фильма «Гранд-отель») иллюстрируют разные модели и проблемы адаптации и приспособления жителей гонад к утопическому существованию. Критики обращали внимание на то, что во время экскурсии венерианца Гортмана и Маттерна, они становятся свидетелями внезапного психического срыва, когда муж напал на беременную жену, и был тут же на месте схвачен и приговорён к «Спуску» — в буквальном смысле выброшен в мусоропровод. Данная сцена очень показательна: термин и возможность попасть в Спуск незримо присутствует в умах каждого гражданина Городской монады, а сам мусоропровод является аналогом Комнаты 101 в «1984» или электрошока в «Полёте над гнездом кукушки». Общество при этом само по себе работает как мощный механизм селекции: любая асоциальность, чувство вины и подобное, тут же вызывает желание принять наркотик, подавлять чувство, обратиться к социальным инженерам — лишь бы не попасть в Спуск. Даже в финале начальной новеллы Маттерн внезапно оказывается в плену воспоминаний о старшем брате, который так и не социализировался и отправился в мусоропровод. То есть порицаемые многими критиками мотивы принудительного блуда на самом деле служат для сублимации потенциальных антисоциальных тенденций, обращая их в повседневное сексуальное хищничество. Кроме Маттерна, идеально вписана в общество гонады Аурея Холстон, до такой степени, что не может покинуть его, когда попала в списки на прореживание — то есть отселения человеческого роя в новую городскую монаду. Многомерность её ситуации придаёт факт, что Аурея бесплодна — в мире, который сделал плодовитость высшей ценностью. При этом она не интересуется миром за стенами гонады, и в этом отношении совсем не похожа на героев урбанистических антиутопий, таких как Куно («Машина останавливается») или Олвин («Город и звёзды»). Более того: после психической коррекции и переселения Аурея даже сумела забеременеть и больше не терзалась по поводу покинутой Гонады № 116.
Комментируя сюжеты о музыканте Диллоне Кримсе и историке Джейсоне Кеведо, Томас Данн и Ричард Элрик отмечали, что амбивалентность общественной модели «Вертикального мира» заметна именно на бытовом уровне. Подавляющее большинство человечества решило свои реальные проблемы и каждый отдельный человек и весь человеческий род ведут весьма и весьма достойную по множеству параметров жизнь. Проблемы с адаптацией, которые испытывают люди искусства и интеллектуалы, преодолеваются ими индивидуально: художники могут сублимировать, а интеллектуалы мимикрировать — «ситуация, мало чем отличающаяся от участи художников и интеллектуалов в нашем мире». Сюжеты с Майклом, оператором технического обслуживания гонады, и карьеристом Сигмундом, который стоит в одном шаге от перехода в сословие администраторов, как раз наиболее близки к трагедии, насколько это вообще возможно в «Вертикальном мире». Оба они возвышаются над интеллектуальным уровнем своих соотечественников, но Майкл, насмотревшись древних фильмов о догонадном образе жизни, грезит попасть к морю, а Сигмунд не в состоянии справиться с внутренним конфликтом, ибо, будучи полностью лоялен обществу монады, пожираем осознанием полной бессмысленности непрекращающегося размножения и бесцельности служению Городским монадам. «Все сюжеты сводятся к триумфу бездушного механического антагониста над человеческим духом».

## Критическое восприятие

### XX век
Краткая заметка в журнале Kirkus Reviews характеризовала «Вертикальный мир» как интересное повествование, антиутопию, которая внешне идиллична: «роман, вопреки всем логическим неувязкам, заставляет поверить» в изображаемую в нём реальность. Писатель-фантаст Жерар Клейн в предисловии к изданию французского перевода 1974 года обращал внимание, что книга, опубликованная за три года до того, вышла в серии, в которой печатают современных классиков. По мысли Ж. Клейна, роман — одно из главных достижений Р. Силверберга, отличающийся несомненной оригинальностью и достойный включения в один ряд с «Дивным новым миром». «Пока перспектива перенаселения остаётся константой в человеческих умах», роман имеет шанс на прочтение. Писатель Пол Дейл Андерсон сосредоточил своё внимание на утопии тотальной фертильности, избавившейся от последних остатков былого пуританского уклада. Как и в любой утопии, в романе нет протагонистов, а сменяющие друг друга персонажи и ситуации, в которые они попадают, являются иллюстрациями «счастливой жизни» XXIV века. В целом роман характеризуется как проспект образа жизни, а не литературное произведение.
Тед Полс (WSFA Journal) отказывался считать собрание рассказов о Городской монаде 116 целостным произведением, ибо циклу новелл для достижения цельности потребовалась бы чрезвычайно глубокая переработка. Заглавный рассказ (признанный «блестящим») «Счастливый день в 2381 году» представляет собою полностью завершённое и самодостаточное произведение, и отличается от последующих текстов стилистикой и создаваемой эмоциональной атмосферой. В этом плане рассказ совершенно традиционен и описывается формулой «Они создали ад и назвали его утопией»; с литературной точки зрения использован стандартный утопический приём: в общество, провозгласившее себя совершенным, является путешественник-пришелец, представляющий более неформальную социальную группу. В прочих новеллах «Вертикального мира» данный приём не используется или значительно ослаблен, и общество гонад по умолчанию воспринимается как крайне несовершенная, но возможная и допустимая форма социальной организации. «Подобного рода обществ в фантастике пруд-пруди, и Силверберг так и не предложил ничего потрясающе нового». Впрочем, Т. Полс воздавал должное писательскому мастерству Силверберга, и с формально-ремесленной точки зрения сборник выделяется на фоне себе подобных, умножив «череду превосходных книг» своего автора. Картины изображаемой реальности выписаны тщательно и последовательно, проза технически безупречна, но в тексте нет героев, которым можно было бы сочувствовать. По-видимому, это сознательный шаг писателя, который добивался ощущения, что в гонадах общественная среда «тихо подавляет и тонко угнетает». В том же номере того же журнала Алексис Джиллилэнд поместил рецензию, полемизирующую с предыдущей. Автор, в отличие от Т. Полса, не читал отдельных новелл цикла, поэтому воспринял «Вертикальный мир» именно как роман, новеллы в котором дополняют друг друга и создают нелинейное повествование. Главным его героем является изображаемый мир, и в этом плане рецензент иронизирует, что Силверберга явно привлекали лавры Льва Толстого, чья «Война и мир» посвящена вторжению Наполеона в Россию. Недостатки, которые можно отыскать в тексте, настолько нарочиты, что явно допущены автором намеренно. События и персонажи — это только куклы автора, необходимые, чтобы оттенить изображаемый мир. Однако это и есть главный недостаток «Вертикального мира»: действия нет, существует только серия описаний, игнорирующая любые конфликты («Римско-католическое подполье, практикующее контроль рождаемости, было бы уместным»). В итоге герои-мужчины оказываются чем-то вроде «члена с ушами», и нет никого, кто бы стоял за декорациями и своей волей двигал этот вариант искусственного мира. Роман вызывает острое чувство незавершённости.
Обозреватель Пол Кинкейд в рецензии на переиздание «Вертикального мира» 1978 года, рассуждал, что когда-то стремился оценивать фантастические тексты с позиции мэйнстримной литературы. «Оторвавшись от пьянящих текстов Никоса Казандзакиса, Уильяма Голдинга и Лоренса Даррелла, я преисполнился желчи и прозрел, что, вероятно, НФ следует оценивать только по её собственным мелочным стандартам». Писатели жанровой литературы так и не сумели подняться до уровня «вторженцев в жанр» — Хаксли, Оруэлла и Борхеса. Если Кинкейд когда-то провозглашал Силверберга не уступающим мейнстримным писателям, то разочарование настало после первого прочтения «Вертикального мира» и миновавшие после этого годы ситуации не исправили. Проблема коренится в том, что если сюжетная идея и фантастическое допущение являются для НФ «изумительной темой», то литературное воплощение полностью выхолащивает весь эффект. Персонажи совершенно картонные, их портит манера писателя вкладывать в их уста выспренние речи и рассуждения, что совершенно не нужно для уготованной им иллюстративной роли. «Если некто зол, то Силверберг просто говорит „он был зол“, не умея передать эмоцию». Повествование от третьего лица в настоящем времени должно было обеспечить эффект непосредственности, но в итоге обернулось «плоской, безжизненной прозой». Бесконечно тасуемые числа этажей, квартир, списки жителей создают ощущение «интеллектуального упражнения полуграмотного математика». Стиль в итоге оказался журналистским, скучным и безличным. Вполне возможно, что это входило в авторский замысел, дабы читатель почувствовал мертвящую скуку жизни, царящую в городской монаде, но и это не позволяет прочувствовать повседневности счастливого 2381 года. «Чтобы заставить читателя проникнуться сопереживанием, сколь бы огромной ни была затронутая тема, писатель должен соразмерять её с человеческими масштабами». Иными словами, по мысли П. Кинкейда, Силвербергу изменило элементарное чувство меры.
Крис Морган напоминал, что роман номинировался на премии «Хьюго» и «Небьюла», и был отозван с первого конкурса самим автором. Критик также отмечал, что «Вертикальный мир» не является романом, а новеллы, из которых составлена книга, достаточно слабо связаны между собой. Название Морган трактовал как «Мир изнутри», ибо его обитатели от рождения до смерти не выходят под небо и не ступают по земле. Силверберг тщательно продумал картину мира, и выстроил непротиворечивую логику, почему религиозное общество, запрещающее контрацепцию, дошло до тотальной сексуализированности и запрета на отказ в соитии (в том числе гомосексуального). В этом плане фантастический мир весьма убедителен. Разнообразные формы беспорядочных связей Силверберг описывал «с большим энтузиазмом». Новеллы иллюстративны и представляют разные аспекты жизни гонад глазами их обитателей: неограниченное воспроизводство, политика тайновластия, социальные установления, развлечения и даже процесс переселения, сопоставляемый с роением. Самой неубедительной и схематичной является новелла, в которой описаны фермеры, снабжающие гонады всем необходимым: контраст слишком велик для малой формы и потому выражен крайне поверхностно. Хотя фантастическое допущение и не ново, К. Морган называл творческий метод Силверберга изобретательным и свежим. Метод изложения тот же самый, что и в предыдущем романе «Сын человеческий», однако то, что подходило вневременному повествованию, выстроенном как бредовое сновидение, не очень годится для утопии или антиутопии. В целом, «Вертикальный мир» — это экспериментальный роман, а Силверберг закрепил за собой репутацию прогрессивного писателя, постоянно изыскивающего новые темы и новые формы самовыражения.
Писатель Ричард Лупофф объявил «Вертикальный мир» тщательно прописанной и убедительной картиной общества будущего, когда тенденции нашего настоящего полностью меняют реальность. Основной приём инверсии, использованный Силвербергом, восходит к фантастике «золотого века». Роман относится к жанру антиутопии, и представленные в нём методы общественного контроля особенно тонки, изощрены и эффективны. Жители гонад «ни несчастны, ни обделены, ни сколь-нибудь заметно угнетены». Полностью замкнутая городская среда уже существует на Манхэттене, жители многоквартирных домов в котором утром спускаются в лифте под землю, передвигаются на метро, далее поднимаются в свой офис, делают покупки в универмагах, и могут неделями не выходить под открытое небо. По мнению рецензента, книга вызывает сопереживание и является «хорошим примером серьёзной научной фантастики». Питер Шайлер Миллер (Analog Science Fiction and Fact) причислял «Вертикальный мир» к домену социальной фантастики, хотя описание Силвербергом вымышленного общества лишено и тонкости, и глубины. Описываемый социум в буквальном смысле вертикальный, ибо в вертикально ориентированных гонадах существует весьма строгая социальная стратификация и кастовая система, но она сексуализирована до крайней степени. Жёсткость невидимых границ в городах Монады 116 и служит главным предметом описаний в разных новеллах, представленная через восприятие самых разных героев, в том числе молодой пары, вынужденной переселяться во вновь основанную гонаду. П. Миллер отмечал, что «Вертикальный мир» подан от третьего лица, что необычно для фантастики «новой волны»: «мы отвыкли, что никто не навязывает нам своей точки зрения, не мешает спокойно воспринимать текст, как это делают Баллард, Муркок или Кингсли Эмис». Более того: «Роберт Силверберг делает больше для возвращения научной фантастики в русло литературы, чем любой из этих превозносимых „мастеров“».
В рецензии на переиздание 1990 года утверждалось, что роман целиком остался в шестидесятых годах, являясь продуктом своей эпохи. Рецензент — Крист Харт — вообще недоумевал, зачем понадобилось перепечатывать безнадёжно устаревшую вещь. «Возможно в издательстве Gollancz вспомнили, что Джейсон Кеведо обозначил 1990-й год как точку, в которой проявляются характеристики homo urbonesis. Мы располагаем привилегией осознания, что мир становится всё более фрагментированным». Соответственно, читатель девяностых годов, переживший фантастику новой волны и эпидемию СПИДа, со скепсисом отнесётся к первой же фразе романа: «Вот один из счастливых дней 2381 года».

### XXI век
Французский критик Натали Лабрусс в рецензии на издание французского перевода в 2000 году характеризовала «Вертикальный мир» как бесспорную классику спекулятивной фантастики и антиутопии. Для адекватного восприятия романа необходимо понимание контекста его написания: до конца 1960-х годов городское планирование было в значительной степени вдохновлено идеями Ле Корбюзье, который стремился освоить третье измерение, то есть вертикаль. Иными словами, Роберт Силверберг экстраполировал подобные проекты на будущее, описав структуру, о масштабах которой Ле Корбюзье, вероятно, не осмелился бы и мечтать. Далее концепции городского планирования поменялись, однако мир не ограничивается одним Западом, и большинство стран мира, переживающих демографический бум, провоцируют и урбанистический бум. В результате, авторский посыл остаётся вполне актуальным, а описанное им будущее — возможным. Форма романа соответствует его содержанию — это сцепление эпизодов, построенное по той же схеме, что и телесериал: повествование нелинейное, поочерёдно фокусируемое на разных персонажах, чьи отношения читатель понимает в процессе чтения. При этом композиция романа полностью закольцована, он завершается теми же двумя абзацами, с которых начинается. Общество городских монад не меняется, ибо люди лишь временные обитатели Гонад, которые рано или поздно отправятся к Спуску; мир тотальной дегуманизации. Вполне справедливо и использование термина Лейбница — монада: ибо вертикальные города Силверберга лишены сообщения с внешним миром и замкнуты на себя. Одновременно это намекает на авторскую задачу исследования психики индивида и коллективной культуры существ, которые полностью замкнуты в искусственной среде, но лишены всяких ограничений в сексуальной сфере. Подобно классическим дистопиям Хаксли и Оруэлла, «Вертикальный мир» демонстрирует мир, который может существовать только при ампутации значительной части человечности. Роман стоит прочтения «хотя бы для того, чтобы напомнить себе, что наши стандарты цивилизации произвольны и в значительной степени зависят от нашего отношения к пространству и времени».
Критик Теа Джеймс (электронный фэнзин The Book Smugglers) в рецензии на переиздание романа 2010 года оценила текст как «очень хороший» и однозначно рекомендуемый для поклонников антиутопий. Т. Джеймс отмечала, что роман «Вертикальный мир» напоминает ей «О дивный новый мир» Олдоса Хаксли: профессиональный читатель опознаёт мотив наркотиков, изменяющих настроение; описания кастового общества всеобщего гедонизма, пронизанного принудительной потребностью в счастье. Повествование названо «мощным, но элегантным»; сюжет закольцованный, но нелинейный. Сборка романа из новелл, частично пересекающихся описаниями мира и некоторыми персонажами, позволяет читателю получить многомерную картину фантастической реальности. Критику понравился образ изолированных от живой природы небоскрёбов, в которых каждый человек стремится отыскать свою собственную нишу, сковывающую его намного лучше любого принуждения. Если пытаться отыскать послание, которое Силверберг заложил в роман, то на внешнем уровне выделяется «критика устойчивой способности человека загонять себя в клетку» и общество, которое отказалось от всех свобод, за исключением единственной — плодиться и размножаться. Однако именно это фантастическое допущение показалось Т. Джеймс «смехотворно нелогичным», так как картина урбанистических монад в буквальном смысле повисает в воздухе, ибо нет ни намёка, для чего их создают и населяют с такой скоростью. «Возможно, это мясная ферма для неких инопланетных существ?» Возникла также ассоциация с фильмом «Зелёный сойлент»: 75 миллиардов обитателей гонад нуждаются в монструозных агрегатах по переработке всех мыслимых отходов, так что возможно их обитатели потребляют в переработанном виде и своих несчастных сограждан-атавистов. Впрочем, скорее всего, это общество решило проблему недостатка энергии и производства синтетической пищи. «Тогда для чего эта близорукая цель — родить как можно больше людей?» Не очень понятно, для чего нужны в обществе тотальной сексуальной доступности брак и семья, если брак сам по себе — механизм моногамии. В «Вертикальном мире» хватает рудиментов сексуальной раскрепощённости и моды на наркотики 1960-х годов: описаний оргий, соитий и употребления галлюциногенов. В предисловии к британскому переизданию 2010 года Л. Херст также отмечал так и не устранённые автором несообразности. Например, если во вводной новелле упоминаются космические полёты и колонии людей на других планетах, неясно, почему смутьянов наподобие Майкла Статлера утилизируют вместо того, чтобы отправлять в другие миры. Точно так же нет ни малейших намёков, почему жители гонад и фермеры так далеко разошлись в развитии. Примечательно при этом то, что в реальном 2010-м году в странах, где господствуют религии, население удвоилось по сравнению с предыдущим десятилетием. «Вертикальный мир» никогда не станет сбывшимся пророчеством, но при этом содержит рациональное зерно: «ужасное, „что если?“».
Критик Кэт Хупер (основательница сайта рецензий, психолог по образованию) также недоумевала от бессмысленности выстроенной Силвербергом антиутопической конструкции, несмотря на мастерское описание образа жизни и селекции обитателей городских монад-гонад. «Если это общество свободной любви, почему все должны быть женаты? И зачем вообще поощрять деторождение?» Антицерковная сатира явно просматривается в романе, где все герои используют христианскую лексику XX века, а женщины не имеют права отказать «блудням» и привязаны к месту своего постоянного проживания. К. Хупер констатировала, что «Роберт Силверберг однажды захотел написать историю о перенаселении, свободной любви и человеческой селекции».
Книжные блогеры и ценители ретро-фантастики XXI века склонны ставить «Вертикальному миру» высокие оценки. Обозреватель Жоаким Боас обозначил роман как «почти идеальный», хотя и предупреждал, что текст переполнен самыми разнообразными сексуальными сценами. Жанр книги определён как антиутопия, посвящённая перенаселению, и повествование «эмоционально бескомпромиссно, прекрасно, интуитивно, чувственно», хотя жанровые условности делают финал несколько предсказуемым. Поскольку главным героем романа является изображаемое в нём общество, сюжет условен, и следует за бытовыми подробностями жизни разных людей. По мысли Ж. Боаса, автору удалось добиться максимального погружения читателя в фантастический мир, передав его клаустрофобную атмосферу. Другой блогер отмечал крайнюю нестандартность авторского замысла, отмечая, что читателю не позволяют заскучать по мере действия, а финал он обозначает как двойной. Сама по себе картина будущего также названа вполне вероятной, равно как умение Силверберга продемонстрировать остатки человечности в обитателях общества неконтролируемой животной стороны жизни и гедонизма. Канадский рецензент — историк Джессика Страйдер, отмечала, что «Вертикальный мир» — это роман без сюжета, в котором источником увлечения читателя является сам фантастический мир и его обитатели. Как дистопию, роман Силверберга можно сравнивать с «Этим идеальным днём» Айры Левина, где тоже изображён антиутопический мир, «в котором не так уж и плохо жить».

## Издания
Критик-фантастовед Томас Клэресон отмечал, что новелла «Счастливый день в 2381 году» была написана Силвербергом ещё в 1968 году, но опубликовал её только два года спустя Гарри Гаррисон в антологии Nova 1. Повесть «Всё выше и выше. Всё ниже и ниже» публиковалась в Galaxy Magazine (августовский номер за 1971 год), а французский перевод в журнале Galaxie (1973, № 105). Также в журнале Galaxy выходили «Атависты» (1971, июль); «Мы хорошо организованы» (1970, декабрь); «Мир снаружи» (1970, октябрь). Полное книжное издание в твёрдом переплёте последовало в июле 1971 года в издательстве Doubleday и многократно перепечатывалось в мягкой обложке. Вышли переводы на французский (1974), немецкий (1976), нидерландский (1980), русский (1992) и польский языки (1997). Русский перевод выходил в Москве и Киеве и более не переиздавался; европейские переводы печатались неоднократно.
«Вертикальный мир» номинировался в 1972 году на премию «Хьюго» вместе с другим романом Силверберга «Время перемен», и первый пришлось отзывать. Писательница Джо Уолтон сочла оба романа достойными номинации и «хорошими книгами».
- Silverberg, Robert. The world inside. — Garden City, N. Y. : Doubleday, 1971. — 201 p. — ISBN 0-385-03621-3.
- Silverberg R. Les monades urbaines :  [фр.] / Traduit de l’américain par Michel Rivelin; Préface de G. Klein. — Paris : Éditions Robert Laffont, S. A., 1974. — 252 p. — (Ailleurs et demain).
- Сильверберг Р. Вертикальный мир (эротическая антиутопия) // Стархэвен: Фантаст. романы: [Перев. не указан]. — М. : Центрполиграф, 1992. — С. 347—491. — 492 с. — (Осирис, вып. 18). — 100 000 экз. — ISBN 5-7001-0009-6.
- Роберт Силверберг. Вертикальный мир: роман / Перевод В. Бабко, иллюстрации В. Осенова // Повесы небес. — Киев: Орион, 1992. — С. 207—366. — ISBN 5-7707-3340-3.